# Kelli Maroney
Pour les articles homonymes, voir Maroney.
Kelli Maroney, de son nom complet Kelli Joan Maroney, est une actrice américaine née le 30 décembre 1960 à Minneapolis, Minnesota (États-Unis).

## Biographie
elle est connue pour le rôle de Cindy dans Ça chauffe au lycée Ridgemont.

## Filmographie
- 1979 : Ryan's Hope (série télévisée) : Kimberly Harris
- 1982 : Ça chauffe au lycée Ridgemont (Fast Times at Ridgemont High) : Cindy
- 1983 : Slayground : Jolene
- 1984 : Celebrity (feuilleton TV) : Jossie
- 1984 : La Nuit de la comète (Night of the Comet) de Thom Eberhardt : Samantha
- 1984 : On ne vit qu'une fois (One Life to Live) (série télévisée)
- 1986 : Simon et Simon (Simon & Simon) (série télévisée) : Angela Fielding
- 1986 : Shopping (Chopping Mall) de Jim Wynorski : Alison Parks
- 1986 : Arabesque (Murder, She Wrote) (série télévisée) : Cissy Barnes
- 1986 : Heros Boys (The Zero Boys) : Jamie
- 1987 : Big Bad Mama II : Willie McClatchie
- 1988 : Le Vampire de l'espace (Not of This Earth) : Infirmière Oxford
- 1989 : Jaded : Jennifer
- 1989 : Transylvania Twist : Hannah
- 1990 : Hard to Die : Porno Wife
- 1991 : Double enfer (Servants of Twilight) de Jeffrey Obrow (en) : Sherry Ordway
- 1993 : Midnight Witness : Devon
- 1997 : Le Caméléon (The Pretender) (série télévisée) : Reporter
- 1997 : Face Down (TV) : Meredith (Merre) Lake
- 1999 : La Vie à tout prix (Chicago Hope) (série télévisée) : Grace McNeil
- 1999 : Sam and Mike
- 2004 : Audition : Brett
- 2008 : True Blood (série télévisée) : Télévangéliste